# Dialetti calabresi

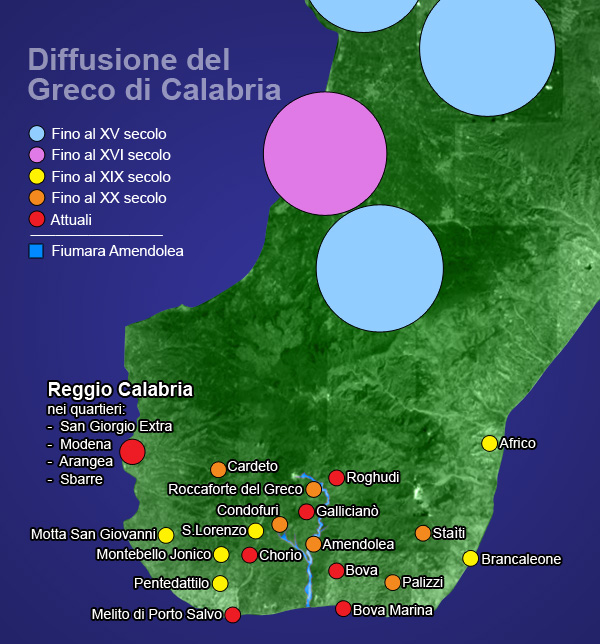
Diffusione del greco di Calabria.

Con l'espressione dialetti calabresi si definiscono le varietà diatopiche italo-romanze parlate in Calabria. Appartengono a due gruppi italo-romanzi:
- quello meridionale intermedio ('e parrate calabbrise);
- quello meridionale estremo (i parrati calabbrisi);

Del gruppo meridionale intermedio fanno parte alcune varietà dell'estremo nord della regione, mentre sono di tipo meridionale estremo quelle in uso nella parte rimanente del territorio.
I dialetti calabresi sono fra i dialetti d'Italia che più di altri hanno attirato l'attenzione degli studiosi per le proprie peculiarità e le radici in tempi antichi. L'evidente diversità linguistica nell'ambito della stessa regione, il rapporto tra impronta greca antica (grecanica) e storia della Calabria, la più o meno precoce latinizzazione, i "relitti" lessicali di altre lingue e la forte presenza della minoranza albanese (arbëreshë), sono oggi argomento di studio e discussione di glottologi e linguisti.

## Lessico
I dialetti calabresi sono varietà diatopiche italo-romanze ascrivibili sia al sottogruppo meridionale estremo che al sottogruppo meridionale intermedio. Tali dialetti hanno come origine comune il latino, spesso nella sua forma volgarizzata (precursore dell'attuale italiano) parlata durante il Medioevo, con un precedente sostrato italico di tipo osco-umbro (bruzio) e greco antico, e, come qualsiasi altra varietà linguistica, presentando prestiti lessicali di adstrato derivanti, oltre che dal resto della continuità italo-romanza, anche da altre continuità linguistiche neolatine più distanti (come quelle galloromanze) e non romanze (principalmente greco-bizantine).

### Latino
In quanto varietà diatopiche romanze, il latino rappresenta naturalmente l'elemento costitutivo del contesto linguistico calabrese, il quale è strutturato in maniera e in misura diversa nelle varie zone della regione. Lo stesso Gerhard Rohlfs, nel parlare della presenza della lingua latina nel dialetto di Calabria, asserisce che «il fondo principale del lessico calabrese è il latino», precisando però che i termini più antichi compaiono per lo più nella Calabria settentrionale, a causa del fatto che nella Calabria meridionale la latinizzazione avvenne in tempi meno precoci.
Ciò è possibile verificarlo confrontando alcuni termini riportati dal Gerhard Rohlfs.

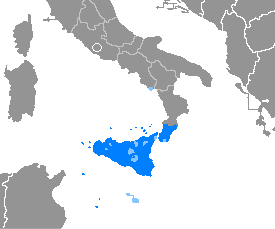
Mappa che mostra la diffusione della lingua siciliana in Sicilia, Calabria e Cilento meridionale.

Si potrebbe continuare con una serie praticamente infinita di esempi con vocaboli che si riferiscono non soltanto alle parole di uso comune, ma anche a piante, animali, strumenti da lavoro ecc. Tuttavia ciò servirebbe soltanto a confermare la differente parlata tra i due estremi calabresi; insomma, il substrato latino nelle due Calabrie è diverso nella misura in cui nella parte a sud del Tiriolo esso è penetrato più tardi e cioè in fase neo-latina o italiana.

### Influenza greca (classica e bizantina)
Come per tutta la continuità italo-romanza meridionale estrema, anche per i dialetti calabresi, quella greca rappresenta, in assoluto, la principale influenza esterna sull'idioma locale, dato che, a differenza di qualsiasi altra influenza esteriore - che è limitata unicamente a prestiti lessicali, e quindi solamente di adstrato e null'altro - quella della lingua greca, dovuto anche alla sua millenaria presenza in Calabria, non ha solamente intaccato il lessico, ma è bensì penetrata anche nel sostrato vernacolare dei parlanti calabresi, anteriormente attraverso il greco antico e, posteriormente, tramite il greco bizantino, i quali sono coesistiti per lungo tempo in diglossia con il latino. Inoltre, l'idioma greco, è straordinariamente rappresentato dalla lingua parlata in diversi comuni della parte più meridionale della Calabria, in particolar modo nella provincia di Reggio Calabria. Per lungo tempo, in gran parte della zona, delle varietà diatopiche locali di greco, conosciute complessivamente come grecanico, costituirono la lingua più parlata, e attualmente circoscritta solo ad alcuni centri quali Bova, Roghudi, e pochi altri municipi della zona dell'Amendolea, nonché ad alcuni quartieri di Reggio, ove risiedono anziani parlanti il greco-calabro.
La persistenza del grecanico nella Calabria meridionale, ovvero la sua tarda latinizzazione, ha avuto in Gerhard Rohlfs il suo più convinto assertore. Lo studioso tedesco, ha percorso per quasi cinquant'anni la regione cercando sul posto il riscontro dei suoi studi: l'esistenza di due Calabrie, ascrivibili a due diversi sistemi diatopici. Che la lingua greca sia abbondantemente rappresentata nel dialetto della Calabria meridionale non vi sono dubbi. I riscontri sono infatti moltissimi: le opposizioni di voci per indicare uno stesso oggetto o animale o pianta sono evidenti nelle due Calabrie; la costruzione verbale ha un'impronta greca precisa nel dialetto calabro-meridionale; in molti termini e toponimi tale impronta è agevolmente rintracciabile.
Ecco dunque, in una prima tabella di confronto, greco e latino in alcuni nomi di animali:
| Italiano  | Calabrese meridionale                   | Calabrese settentrionale |
| --------- | --------------------------------------- | ------------------------ |
| ranocchio | agrofàcu/gianneja                       | ranùnchiulu              |
| lontra    | zinnapòtamu                             | lìtria / ìtria           |
| lucciola  | 'bampurìddha / lampurìdda / vampurìddha | culilùcida               |
| lumaca    | maruzza                                 | culinuda / 'ncàsata      |
| formica   | surmicula / furmicula                   | culitisa                 |

Confrontando i termini, la loro diversità appare abbastanza evidente e certamente nasce dal differente substrato linguistico da cui essi si originano. Nella Calabria meridionale il ricordo del greco è così chiaro da non richiedere ulteriori approfondimenti. In effetti è facile riconoscere nell'identificativo alcuni animali, piante e oggetti la derivazione greca:
| Italiano                         | Calabrese meridionale                   | Greco          |
| -------------------------------- | --------------------------------------- | -------------- |
| lontra                           | 'zinnapòtamu                            | kynopotamus    |
| ranocchio                        | batràci / agrofàcu / gianneja           | botrakòs       |
| lucciola                         | 'bampurìddha / lampurìdda / vampurìddha | lampurida      |
| tirabrace                        | sìrtu / sìrti                           | sýrtes         |
| culla                            | 'nnàca                                  | nàke           |
| testuggine                       | jilòna                                  | chelòne        |
| tegola                           | 'geramìda                               | keràmidion     |
| cumulo di grano                  | timogna                                 | themoonia      |
| caprone                          | 'zìmbaru / crapun                       | xìmaros        |
| arancia                          | u rancj/purtuàllu                       | portokàlos     |
| ciliegie                         | ciràsa / 'geràsa / i cires              | keràsa         |
| coppa                            | scìfa /scifu                            | skyphos        |
| chiodo di legno/forchetta/spilla | pirùni                                  | pirouni/peróni |
| tazza                            | a tassa/cantàru                         | kantharos      |

L'elemento greco nel lessico calabrese meridionale non si esaurisce semplicemente nell'uso di vocaboli così evidentemente derivati dalla lingua greca, poiché anche il modo di esprimersi tradisce questo substrato.
Ecco ad esempio dei modi di esprimersi nella Calabria meridionale:
| Italiano        | Calabrese meridionale | Calabrese meridionale         |
| --------------- | --------------------- | ----------------------------- |
| voglio mangiare | voggju u (i) mangiu   | vogghiu mangiari (in Reggino) |
| voglio dormire  | voggju u (mi) dormu   | vogghiu dormìri               |

Dopo i verbi che esprimono una volontà o un'azione, nel dialetto della Calabria meridionale non si usa l'infinito che viene sostituito tramite una congiunzione. Tale modo di dire è presente, sic et simpliciter, nella popolazione grecanica di Bova (Thèlo na ciumithò). Quindi ecco ad esempio che l'infinito torna ad essere normalmente usato con il verbo potere:
| Italiano       | Calabrese meridionale |
| -------------- | --------------------- |
| posso mangiare | pòzzu mangiàri        |
| posso dormire  | pòzzu durmìri         |

Nella Calabria settentrionale ci si esprime normalmente sempre con l'uso "italiano" dell'infinito, anche con i verbi che esprimono volontà. Anche in queste costruzioni verbali (es. nel periodo ipotetico) il modo di esprimersi è identico al greco.
Ecco alcuni esempi di cognomi calabresi d'origine greca:
| Cognome italiano | Termine greco | Traduzione |
| ---------------- | ------------- | ---------- |
| Calogero         | kalogheros    | monaco     |
| Crea             | kreas         | carne      |
| Crupi            | kouroupes     | tosato     |
| Scordo           | skordon       | aglio      |
| Delfino          | delphys       | delfino    |

Ecco invece esempi toponimi calabresi d'origine greca:
| Luogo                       | Termine greco                  | Traduzione                               | Localizzazione                                           |
| --------------------------- | ------------------------------ | ---------------------------------------- | -------------------------------------------------------- |
| Calimera                    | kalimera                       | buongiorno                               | frazione del comune di San Calogero (VV)                 |
| Calopinace                  | kalòs pinakès                  | Bella Vista                              | corso d'acqua che attraversa la città di Reggio Calabria |
| Cannavò                     | kannavò                        | grigio                                   | quartiere di Reggio Calabria                             |
| Cantorato                   | kontaratos                     | armato di asta                           | nome di diverse contrade                                 |
| Cataforio                   | katachòrio                     | villaggio in basso                       | quartiere di Reggio Calabria                             |
| Chao                        | Chaos                          | burrone, vallata                         | sorgente nel comune di Sant'Onofrio (VV)                 |
| Dasà                        | dàsos                          | zona boscosa, zona alberata              | paese della provincia di Vibo Valentia                   |
| Gallina, Lutrà, Pirgo, Samo | Killini, Loutrà, Pirgos, Samos | località omonime in Grecia               | rioni di uno stesso quartiere di Reggio Calabria         |
| Leppora                     | lepuron                        | corteccia                                | contrada nella zona di Serra San Bruno                   |
| Mosòrrofa                   | Meso-chora                     | paese di mezzo                           | quartiere di Reggio Calabria                             |
| Ortì                        | orthi                          | diritto                                  | quartiere di Reggio Calabria                             |
| Parghelia                   | pareghialia                    | riva di mare                             | comune in provincia di Vibo                              |
| Podàrgoni                   |                                | ai piedi del monte                       | quartiere di Reggio Calabria                             |
| Salìce                      | salikion                       | sala (piccolo avamposto di avvistamento) | quartiere di Reggio Calabria                             |

### Arabismi
Le incursioni saracene sulle coste calabresi verso la fine del primo millennio e gli scambi commerciali dell'epoca hanno lasciato traccia nei dialetti calabresi. I saraceni non esercitarono mai un dominio nell'attuale Calabria, limitandosi a delle frequenti incursioni sulle coste tra X secolo e XI secolo. Essendo padroni incontrastati della Sicilia, gli arabi sfruttarono la loro posizione privilegiata per sottoporre le città costiere della Calabria a tributi, o comunque intrattenendo rapporti commerciali e di scambio. Tutto questo comportò un'acquisizione, se pur minima, di taluni "arabismi" nei dialetti calabresi, la cui presenza è ancora oggi dimostrabile. Alcuni esempi di arabismi nei dialetti di Calabria sono:
| Italiano                           | Calabrese               | Arabo      |
| ---------------------------------- | ----------------------- | ---------- |
| tomolo (misura terriera)           | tùminu / tumminàta      | tumn       |
| recipiente per l'olio              | zìrra / zìrru / giarra  | zir        |
| ernia                              | 'guajera/ guallera      | adara      |
| moccio                             | limbìccu / muccu        | al-ambiq   |
| rete da pesca                      | sciàbaca / sciabachèju  | sabaka     |
| recinto per le bestie              | zaccànu                 | sakan      |
| misura di volume per l'olio        | Cafiso / Cafisu         | Qafiz      |
| vasca di conservazione per l'acqua | gibba/gibbia            | jahb       |
| recipiente di legno per impastare  | majíḍḍa                 | máida      |
| bara                               | tambutu/tavutu          | tabút      |
| sesamo                             | giurgiulena/giuggiulena | giulgiulan |

### Prestiti gallo-romanzi

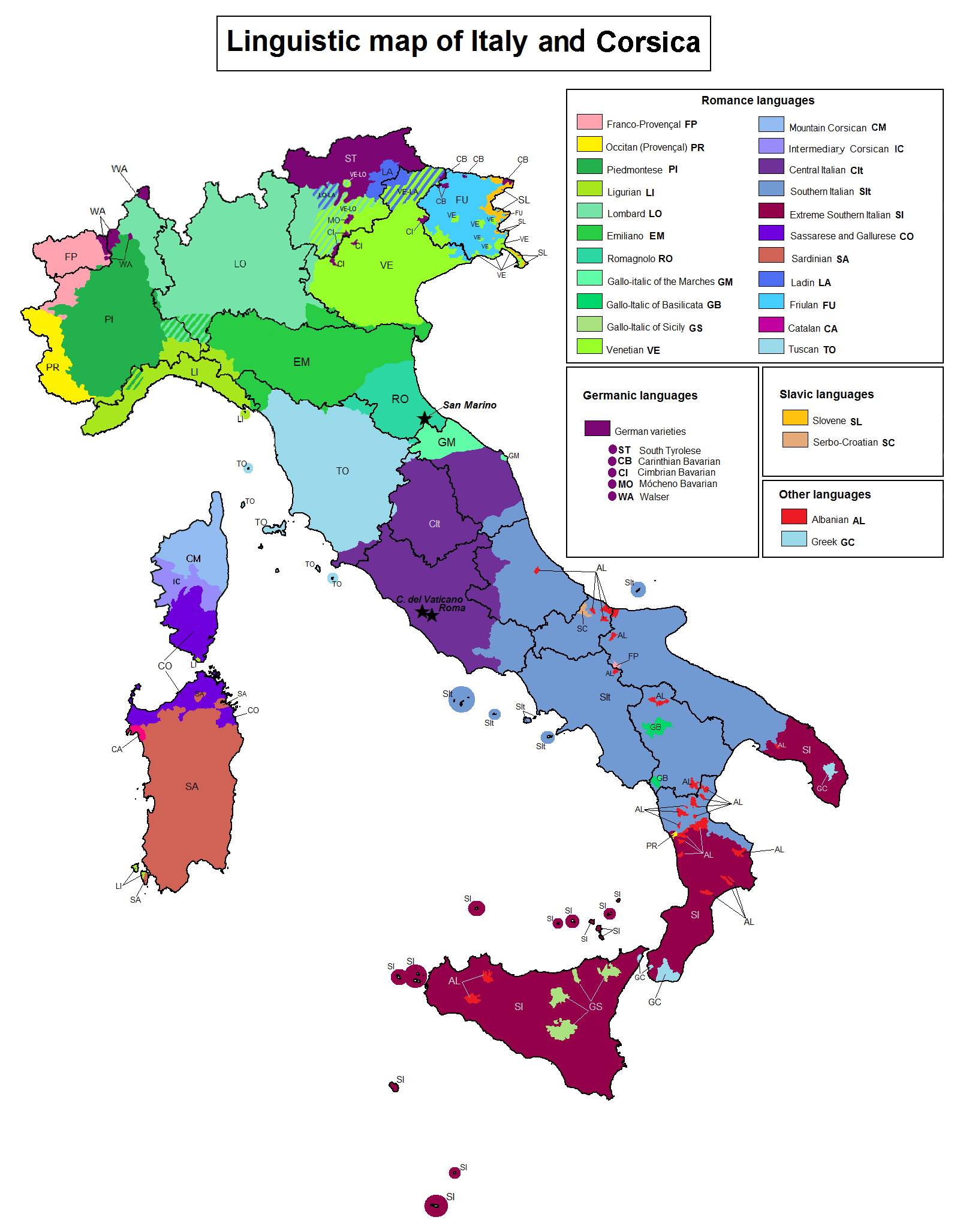
Mappa delle lingue in Italia, le cui varietà diatopiche sono popolarmente denominate anche come dialetti. Le principali varianti calabresi sono ascrivibili a due diasistemi italo-romanzi: quello meridionale intermedio e quello meridionale estremo.

Alcuni altri lemmi e prestiti subentrati nei vernacoli calabresi, e verosimilmente penetrati in Calabria con i condottieri normanni, prima, e attraverso la corte della dinastia angioina, dopo, sono quelli ascrivibili all'areale gallo-romanzo, relativo ad idiomi quali la lingua normanna e il francese medievale. Alcuni esempi di prestiti gallo-romanzi nei dialetti di Calabria sono:
| Italiano                                       | Francese    | Calabrese                                             |
| ---------------------------------------------- | ----------- | ----------------------------------------------------- |
| paralume / lampada                             | abat-jour   | abaciurra / abbaciùrra / abbasciù                     |
| sedano                                         | ache        | accia                                                 |
| riportare a casa/ nella stalla/mettere a letto | amaisoner   | ammasùnari                                            |
| lattina                                        | boîte       | buàtta                                                |
| macelleria                                     | boucherie   | buccirìa / vuccerìa                                   |
| pezzo                                          | morcau      | morzu                                                 |
| solleticare / scuotere                         | chatouiller | gattugghjare / grattaghjari / catugghiari /cutulijàri |
| baffi                                          | moustache   | mustàzzi                                              |
| ndùja (salume tipico)                          | andouille   | ndùja                                                 |
| bucare, perforare                              | percer      | perciàri/pircià                                       |
| mela                                           | pomme       | pumu                                                  |
| tagliare                                       | couper      | cupara                                                |
| tovaglioli                                     | serviettes  | servietti / surbietti                                 |
| cerotto                                        | sparadrap   | sparadràppu / spilandràppa / spilandrappu             |
| uva                                            | raisin      | racìna / àcina                                        |
| cassetto                                       | tiroire     | tiratùra                                              |
| cestino                                        | panier      | panaru                                                |

Tuttavia, per quanto riguarda il francese, è errato attribuire all'influenza normanna e angioina ogni singola somiglianza tra i dialetti calabresi e quest'idioma: essendo ambedue lingue romanze o neolatine, la maggior parte degli elementi comuni o somiglianti vanno infatti fatti risalire esclusivamente al latino volgare.
Altre lingue, come lo spagnolo o l'alto-tedesco, hanno lasciato tracce trascurabili e tutt'oggi di difficile interpretazione.

## Dizionari
(Gerhard Rohlfs, Dizionario dialettale della Calabria)

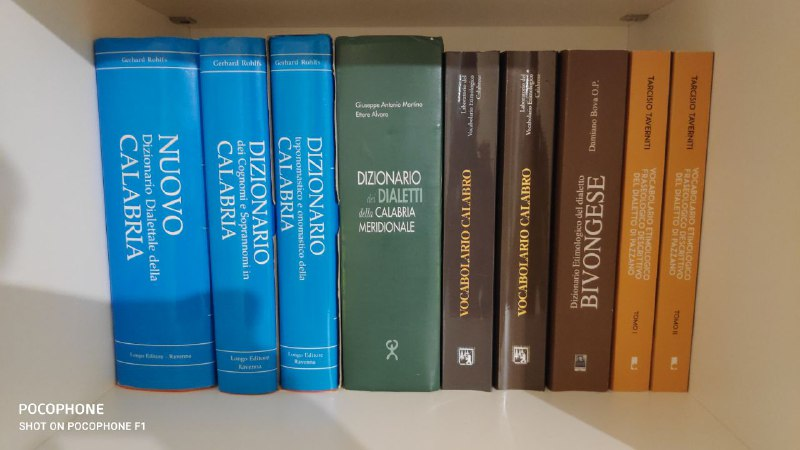
Dizionari calabresi.

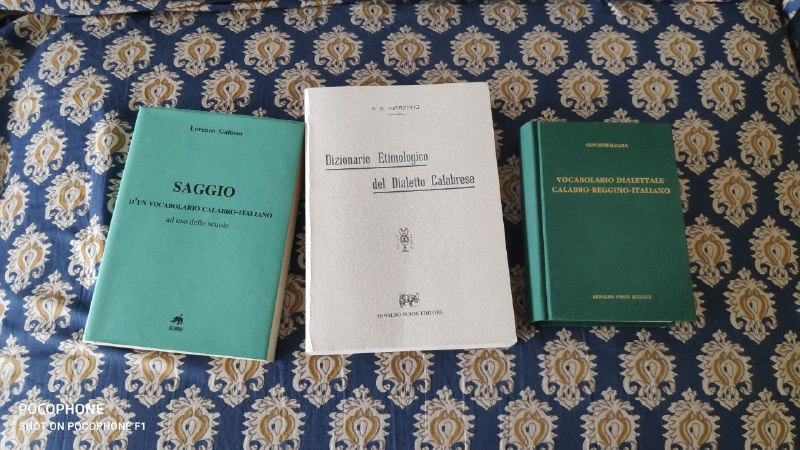
Dizionari calabresi: Malara Galasso e Marzano.

Il primo dizionario che comprendesse tutti i vocaboli dei dialetti calabresi nella sua totalità e quindi non solo riferiti a particolari comuni o aree è quello di Luigi Accattatis pubblicato nel 1898: Vocabolario calabro-italiano e viceversa.
Bisogna attendere il 1938 quando il filologo tedesco Gerhard Rohlfs farà pubblicare la prima edizione del suo vocabolario, ancora oggi punto di riferimento per la ricchezza di vocaboli e accuratezza e di cui furono stampate ben 7 edizioni, l'ultima nel 2010.
Altri vocabolari minori sono il Vocabolario dialettale calabro-reggino-italiano, di Giovanni Malara, del 1909, e il Dizionario dei dialetti della Calabria meridionale, di Giuseppe Antonio Martino ed Ettore Alvaro, del 2010.
Il primo dizionario della Calabria scritto in dialetto è stato il Vocabolario "mammolese-italiano" (Tip. Siclari, Reggio Cal. 1862), l'ideatore è stato il medico Francesco Muià (1821-1881) di Mammola.
Il dialetto mammolese (Mammola) è considerato, da numerosi studiosi, tra i dialetti Calabresi di maggiore interesse, in quanto ottimo esempio di vernacolo strutturatosi a partire dalla diglossia greco-latina presente in buona parte della Calabria centro-meridionale fino all'epoca medievale. Il “Vocabolario mammolese” (Editore Iriti, Reggio Cal. 2006), scritto da Remo Gargiulo (1938-2003), oltre a un'attenta ricerca sulle parole, viene descritto il significato in dialetto e poi tradotto in Italiano. Un'opera di valore e di alta qualità letteraria.
Altri dizionari:
- Vocabolario Calabro-italiano di L. Pagano (Cosenza - 1845)
- Vocabolario calabro-italiano di R. Cotronei (1895)
- Saggio d'un vocabolario calabro-italiano ad uso delle scuole di Lorenzo Galasso (Ristampa anastatica del 1924 - Laureana di Borrello - di Metauro Editore nel 2013 9788861561007)
- Vocabolario calabro. Laboratorio del dizionario etimologico calabrese. A-E di Vincenzo Padula (edizione Bari - Laterza - 2002, 9788842064978)
- Vocabolario calabro. Laboratorio del dizionario etimologico calabrese. F-O a cura di John B. Trumper (edizione dell'Orso - Alessandria - 2017, 9788862747806)

### Dizionari per area
Tra i dizionari e vocabolari cartacei afferenti ad un'area della Calabria o ad un solo comune annoveriamo:
- Vocabolario calabro-mammolese-italiano di Francesco Muià (Tip. Siclari Reggio Calabria 1862)
- Vocabolario calabro italiano di Raffaele Cotronei (Catanzaro - 1895) - Area di Catanzaro
- Vocabolario comparato del dialetto locrese di G. Fragomeni (1946)
- Dizionario calabrese italiano di Francesco Laruffa, edito da Fondo Tullio De Mauro 1986
- Vocabolario dei dialetti del Poro, di P:A; Carè, P.Radici Colace, G. Falcone (Ed. Lamda, 2000)
- Vocabolario del dialetto calabrese (lainese) di R. Prince (C.Biondi Cosenza - 1988)
- Dizionario del dialetto di Castrovillari di Benedetto Battipede (Ed. Il Coscile - Castrovillari - 1988)
- Vocabolario greco-calabro-italiano della Bovesia di Ferdinando d'Andrea , a cura di P.Radici Colace (Iiriti editore - Reggio Calabria 2003)
- Vocabolario Mammolese di Remo Gargiulo, con presentazione di P. Radici Colace (Ed. Iriti Reggio Calabria 2006)
- Vocabolario San Sostene-Davoli di Gregorino cav. Capano. Davoli 2007.
- Dizionario monasteracese di Giosuè S. Ciccia  (Pragmata - 2009)
- Dizionario Andreolese-Italiano di Enrico Armogida (2009)
- Dizionario dei dialetti della Calabria meridionale di Giuseppe Antonio Martino e Ettore Alvaro (Quale Cultura Editore  - 2010 978-8895270210)
- Dizionario delle Cinque Calabrie + due di Gregorino cav. Capano di 1.070 pagine-Davoli 2009
- Dizionario delle Cinque Calabrie + due (online con Amazon) di Gregorino cav. Capano con oltre 5.000 pagine. Trento 2018.
- Vocabolario verbicarese italiano di Francesco Spingola (Perugia, 2013)
- Dizionario dialettale di Pietrapaola di Nicola Chiarelli (Ferrari Editore - 2014)
- Vucabbulariju du dialettu muntatisi e cuntuarni. Dizionario dialettale etimologico di Montalto Uffugo e dintorni di Mario Lo Feudo (Cosenza 2015)
- La parola. Cenni di grammatica e fonetica con dizionario della parlata di Fabrizia - Carè Franco	La parola. Cenni di grammatica e fonetica con dizionario della parlata di Fabrizia di Franco Carè (Segni Editore - 2015)
- Dizionario Etimologico del dialetto Bivongese di Damiano Bova (Città del Sole Edizioni - 27 luglio 2017)  ISBN 978-88-8238-023-6
- Vocabolario etimologico fraseologico descrittivo del dialetto di Pazzano (Laruffa editore - 2020)
- Dizionario del dialetto e della cultura dell'area cirotana di Giuseppe Virardi (ConSenso Publishing - 2023) ISBN 978-88-9771-597-9

## Fonetica

### Vocalismo
Nei dialetti calabresi, in accordo alle norme del siciliano, il sistema vocalico è principalmente pentavocalico, a differenza del sistema eptavocalico fiorentino. Sicché abbiamo: [a], [ɛ], [i], [ɔ], [u]. Tuttavia, in certe varietà si trova pure [ə], la vocale centrale media.

### Consonantismo
I fonemi consonantici dei dialetti calabresi sono i seguenti: 
|                        | Bilabiali | Labiodentali | Dentali   | Alveolari | Postalveolari | Retroflesse | Palatali | Velari    | Labiovelari | Glottidali |
| Nasali                 | m         | ɱ            |           | n         |               |             | ɲ        | ŋ         |             |            |
| Occlusive              | p(ʰ) b(ʰ) |              | t̪(ʰ) d̪(ʰ) |           |               | ʈ ɖ         | c ɟ      | k(ʰ) ɡ(ʰ) |             | ʔ          |
| Affricate              |           |              |           | ʦ ʣ       | ʧ ʤ           | ɖ͡ʐ          | c͡ç ɟ͡ʝ    |           |             |            |
| Fricative              |           | f v          |           | s z       | ʃ ʒ           |             | ç        | x         |             | h          |
| Approssimanti          |           |              |           |           |               |             | j        |           | w           |            |
| Vibranti               |           |              |           | r         |               |             |          |           |             |            |
| Monovibranti           |           |              |           | ɾ         |               | ɽ           |          |           |             |            |
| Approssimanti laterali |           |              |           | l         |               |             |          |           |             |            |

Il consonantismo calabrese varia leggermente di zona in zona. Tuttavia, le caratteristiche importanti comuni sono le seguenti:
- La possibile pronuncia geminata di tutte le consonanti in principio di parola, in posizione intervocalica e tra vocale e consonante vibrante, tranne per i suoni [x] e [ç];
- La presenza di aspirazione che caratterizza le consonanti occlusive, sia sorde sia sonore, in principio di parola, in posizione intervocalica e precedute da [n] e [r];
- La possibile palatizzazione delle fricative alveolari, [s] e [z], quando precedono una consonante occlusiva o fricativa: sicché i cluster /st/ e /sd/ si pronunciano [ʃt] e [ʒd], e i cluster /sf/ e /sv/ si realizzano [ʃf] e [ʒv];
- La retroflessione nei nessi consonantici /tr/ e /dr/ che si pronunciano [ʈɽ] e [ɖɽ].

### Fonemi in dettaglio

#### Le nasali
Le nasali si comportano similmente all'italiano.
Il grafema ⟨n⟩ può rappresentare i suoni /n, ŋ, m, ɱ/.
Quando precede una vocale o una consonante alveolare, si avrà la nasale alveolare → nenta (niente)
Quando precede una consonante velare, si avrà la nasale velare → anca
Quando precede una consonante bilabiale (raro, es. nei nomi), si avrà la nasale bilabiale →  sanpaluvaru
Quando precede una consonante labiodentale, si avrà la nasale labiodentale → 'nveci
Questo fenomeno si chiama assimilazione.
Il grafema ⟨m⟩ rappresenta il suono /m/ → amuri (amore)
Il digrafo ⟨gn⟩ rappresenta il suono /ɲ/ → Cicirignola
Quando una nasale è presente nella prima o seconda sillaba, può avvenire l'elisione della vocale iniziale o della prima sillaba:
Signuri → 'gnuri (signore)
Antoniu → 'Ntoni (Antonio)
A volte la versione elisa del lemma si cristallizza e l'apostrofo assume il nome di spirito:
Andrangheta → 'ndrangheta
Anduja → 'nduja

#### C occlusiva postpalatale pura sorda
La occlusiva postpalatale pura sorda [c] che graficamente si rende con chj presente in parole quali: ricchja (orecchio), chjavi (chiave), chjamari (chiamare), chjoviri (piovere), chjinu (pieno) etc..
La si può trovare scempia o geminata.

#### Suoni prepalatali cj e ggj
I suoni prepalatali cj, ccj e ggj (cjanu = piano, ccjù = più, oggju = olio) talvolta trascritti: chj, cchj e gghj, presenti in tutta la regione ma soprattutto nella parte meridionale, sono simili se non uguali alla pronuncia corso-gallurese (chjave, ghjente), friulana (cjan, gjat) e ungherese (Győr) e non sono da confondere con la pronuncia più vicina all'italiano del salentino o del siciliano: cch e ggh.

#### Tr fricativa palato-dentale
in alcuni dialetti il suono di "tr" è particolare come per edulcorare e rendere il tutto più lieve all'udito pronunciando una "r" morbida

#### F fricativa labiodentale sorda
[f] suono corrispondente alla f italiana ma che a seconda dell'area può presentare aspirazione. Graficamente viene resa con f, alcuni scrittori per indicare l'aspirazione la rendono con fh o anche semplicemente 'h'.

#### H fricativa velare sorda
[h], presente in voci come potiha (negozio) o rahara (trascinare) e stanno ad indicare un suono aspirato.

### Fricativa palatale sorda
Nel calabrese meridionale, la fricativa palatale sorda ([ç]) è resa graficamente come <χ>:
- χumara, [çuˈməra]
- χuχara, [çuˈçara]

## Morfologia
Il tempo perfetto indicativo (che include passato remoto e passato prossimo dell'italiano) ha due forme nelle due diverse zone: nel Nord-Calabria (nonché in parte della Calabria centrale) è un tempo composto, simile al passato prossimo italiano; nel Sud-Calabria invece, è un tempo semplice che ricorda il passato remoto italiano, da cui l'errore di chiamare "passato remoto" questo tempo anche in calabrese (in realtà equivale esattamente al perfetto latino, dal quale deriva). Infatti, anche un'azione non remota è espressa col tempo perfetto:
- Mangia(v)i, mo vaju u fatigu = Ho mangiato, adesso vado a lavorare.
- Mangiavi, mo vaju ma faticu (in dialetto catanzarese)
- Mangiai, ora vaju e travagghiu (in dialetto reggino)

Mentre nella zona settentrionale, da Cosenza in sù, è possibile osservare il tempo composto per riferirsi al passato. Gli esempi di sopra diventano:
- Hei mangiatu, mo vaju fatiga (in dialetto cosentino)

Spingendosi ancora più a nord, nella Zona Lausberg calabrese è riscontrabile un'influenza maggiore della fonetica tipica campana e lucana, infatti questa frase risulterà:
- Agghju mangiatu, mo vav'a fatigà (in dialetto castrovillarese)

## Esempi di calabrese: Padre Nostro
| Vibonese (traduzione originale F. Costanzo) | Catanzarese (Adattata da: Anonimo)         | Cosentino (Adattata da: Anonimo)            | Reggino (Adattata da: Anonimo)             | Crotonese (Adattata da: Anonimo)             | Lametino (Adattata da: F. Pullia)           | Roglianese (Adattata da: Anonimo)           | Acrese (Adattata da: M. Gabriele)        |
| ------------------------------------------- | ------------------------------------------ | ------------------------------------------- | ------------------------------------------ | -------------------------------------------- | ------------------------------------------- | ------------------------------------------- | ---------------------------------------- |
| Patri nostru, chi si ntô celu,              | Patra nostru, ca si' ntô celu,             | Patre nùastru, ca si' ntrû cielu,           | Patri nostru, chi si ntô celu,             | Patri nostu, chi si ntû cielu,               | Patri nuastru, ca si ntû cìalu,             | Patre nostru, ca si ntrû cìeu,              | Patr’ nuostr, ca si ntrû cìedu,          |
| pemm'è santificatu u nomi Toi,              | sia santifhicat' u numa toi,               | sia santificatu u nume tua,                 | mi êsti santificatu u nomu tòi,            | sia santificatu u numi tuju,                 | sia santificatu u numi tua,                 | sia santificatu u nome tuo,                 | ca fussa santificat ‘u num(u) tua,       |
| u veni u regnu Toi,                         | vegna u regnu toi,                         | venissa u regnu tua,                        | mi veni u To regnu,                        | vinissa u regnu tuju,                        | mu vene lu regnu tua,                       | venissi lu regnu tua,                       | ca venissa ‘u riegnu tua,                |
| e pemm'è fatta a volontà Tua,               | ma si facia a volontà tua,                 | si facissa a vuluntà tua,                   | e mi si faci a To volontà,                 | ca si facissa a vuluntà tuja,                | e mu si fa la vuluntà tua,                  | sia fatta a vuluntà tua,                    | ca venissa fatta ‘a tua vuduntà          |
| comu ntô celu, cusì subb' â terra.          | comu ntô celu, cussì ntâ terra,            | cumu a ru cielu d'accussì sup' â terra.     | comu ntô celu, u stessu ndâ terra.         | comu ntû celu, d'accussì 'n terra.           | cumu n' cìalu, puru supr'a terra.           | cumu ntrû cieu accussì supr'a terra.        | cumu ntrû cìedu accussì ‘n terra.        |
| Dandi oj u pani nostru d'ogni jornu,        | Danni oja u pana nostru quotidianu,        | Dùnani oji u pane nùastru 'i ogni juarnu,   | Randi oggi u nostru pani 'i tutt' i jòrna, | Dùnani oje u pani quotidianu,                | Dùnani oji u pani giurnaliaru,              | Danne oje u pane nostru quotidianu,         | Dùnani oji u nuostr pan(u) quotidianu,   |
| e càcciandi i dèbbita nostri,               | e càcciani i nostri dèbbiti,               | e càcciani i nuastri dèbbiti,               | e càccindi i nostri dèbbiti,               | e riminta oji i dèbbita nost',               | e càcciani i dèbbita nuastri,               | e riminta a nue i nostri dibbiti,           | e càccian a nua i nuostr debbit,         |
| comu nui ncî cacciamu ê debbituri nostri,   | comu nui i cacciamu a li debbituri nostri, | cumu nua î cacciamu a ri nùastri dibbitùri, | comu nui ncî cacciamu ê nostri debbituri,  | comu nuji cî rimintimu a ri debbituri nost', | cumu nua i cacciamu alli debbitùri nuastri, | cumu nue e rimintimu alli nostri debbitùri, | cumu nua i càcciam aji debbituor nuostr, |
| e no' ndi portari ntâ tentazzioni,          | e no' ni lassara cadira ntâ tentazziona,   | e 'un ni lassa' jire ntrâ tentazzione,      | e non ndi fari jiri â tentazzioni,         | e 'un n'abbannunari ntî tentazzioni,         | e 'un ni purtari 'n tentazzioni,            | e 'un ne lassàre 'ntra tentazzione,         | e ‘un n’abbannunar ‘ntra tentazzion      |
| ma lìbbrandi dû mali.                       | ma lìbberani dû mala.                      | ma lìbberani dû male.                       | ma lìbberandi rû mali.                     | ma guàrdani dû mali.                         | ma lìbberani dû mali.                       | ma lìbberane dû maue.                       | ma lìberanə e du madu.                   |
| Amen.                                       | Amen.                                      | Amen.                                       | Amén.                                      | Amèn.                                        | Amén.                                       | Amen.                                       | Amen.                                    |

| Calabrese settentrionale (Alto Ionio Cosentino) (Adattata da: Anonimo) | Sansostenese-davolese (Adattata da: Gregorino cav. Capano) | Calabrese settentrionale (Alto Tirreno Cosentino/Valle dell'Esaro) | Calabrese settentrionale "Castrovillarese" (Area Lausberg) | Calabrese settentrionale "Saracenaro" (Area Lausberg) |
| ---------------------------------------------------------------------- | ---------------------------------------------------------- | ------------------------------------------------------------------ | ---------------------------------------------------------- | ----------------------------------------------------- |
| Pitri nuostë, chi sì ntû cieghë,                                       | Patra nostru chi si' ntrû celu                             | Patri nuastru, ca si 'ntru cialu                                   | Patru nusto, ca si 'ndu cìlu                               | Potrë nustë, ca si 'ndu cìlë                          |
| da jessë sintificatë u nomë tujë.                                      | sia santihicatu u Nomi toi;                                | ca fussa santificatu lu numi tua;                                  | ha'dda jess' sandificatu u nom' tujo,                      | ha'ddë jessë sandëfëchètë ru numë tujë,               |
| Da venì u regnë tujë,                                                  | vena u regnu toi,                                          | ca binissa lu riagnu tua,                                          | ha'dda vèn' u rignu tujo,                                  | ha'ddë vènë ru rignë tujë,                            |
| da jessë fattë a vilentata tujë.                                       | sia hatta a volontà tua,                                   | ca binissa fattu lu vuliri tua,                                    | ha'dda jess' fatta a vulundà toja,                         | ha'ddë jessë fattë ra vulundò tojë,                   |
| Comë ntû cieghë, chissì ntâ terrë,                                     | comu ntrû celu accussì 'n terra.                           | cumi 'ncialu iccussì 'nterra.                                      | cum' 'ndu cìlu 'ccussì 'nda terra,                         | cumë 'ndu cìlë d'accussì 'nda terrë,                  |
| mi si ja dà a nuojë goj ë u pan 'i tutt' i jurnë.                      | Dacci oja u pana nostru quotidianu                         | Dunanninni oji lu pani nuastru ppì tutt'i juarni                   | Dònani goi u panu nusto 'i d'ogni ghjurno                  | Dùnënë gojë ru ponë nustë 'i tutt'i jurnë             |
| E mintë tavotë a nuojë i dièbbitë nuostë                               | e rimetti a nui i nostri dèbbiti,                          | e 'ncarricàtinni i li debbiti nuastri,                             | e rimìnd' a nuj i dìbbiti nusti,                           | e rëmìndë a nujë ri dibbëtë nustë                     |
| comë nuojë i mintiemë tavotë agli debitori nuostë.                     | comu nui i rimettimu a ri nostri debbituri;                | cumi nua ninni 'ncarricàmu 'i li debbitori nuastri                 | cum' nuj i rimindìmu alli dibbituri nusti,                 | cumë nujë rë rimëndìmë a'rë dibbëturë nustë,          |
| E no' mi si portà a tentazzionë,                                       | ed 'on ci ndurra 'n tentazzioni,                           | e nun ni mmuttà 'ntra 'a tentazzioni                               | e nu'nni lassà ghjì 'nda tendaziùna,                       | e nu'nnë lassè ghjì 'nda tendaziùnë,                  |
| ma mi si ja liberà dû malë.                                            | ma lìbberaci dû mala.                                      | ma libberani ddu mali                                              | ma lìbberini 'ddu malu.                                    | ma lìbberënë 'ddu molë.                               |
| Amèn.                                                                  | Amen.                                                      | Àmen.                                                              | Amen.                                                      | Amen.                                                 |

## Centri di ricerca e progetti scientifici sui dialetti calabresi
- Centro Di Lessicologia E Toponomastica Calabrese del dipartimento di Linguistica dell'Università della Calabria[10]
- Atlante Linguistico Etnografico della Calabria (ALECAL)[10]
- Archivio sonoro calabrese[11]